# Xian de Zhugqu
Le xian de Zhugqu (舟曲县 ; pinyin : Zhōuqū Xiàn) འབྲུག་ཆུ་རྫོང་། est un district administratif de la province du Gansu en Chine. Il est placé sous la juridiction de la préfecture autonome tibétaine de Gannan.

## Histoire
En août 2010, des glissements de terrain dus à des inondations provoquent plus de 700 morts et plus de 1 100 disparus.

## Démographie
La population du district était de 129 858 habitants en 1999.